# III liga polska w piłce nożnej (grupa I 2008–2016)
III liga polska w piłce nożnej, grupa I (nieoficjalne nazwy: III liga pomorsko-zachodniopomorska i III liga bałtycka) – była jedną z ośmiu grup III ligi piłki nożnej w Polsce (w latach 2008–2016). Występowało w niej 16 drużyn z województw pomorskiego i zachodniopomorskiego. Za rozgrywki odpowiedzialne były na przemian Pomorski Związek Piłki Nożnej z siedzibą w Gdańsku i Zachodniopomorski Związek Piłki Nożnej z siedzibą w Szczecinie. Zwycięzcę ligi premiowano awansem do II ligi polskiej w piłce nożnej (grupa zachodnia). Natomiast trzy najsłabsze zespoły degradowano do IV ligi pomorskiej lub zachodniopomorskiej (w zależności od położenia siedziby klubu).

## Dotychczasowi zwycięzcy
| Sezon     | Drużyna                           |
| --------- | --------------------------------- |
| 2008/2009 | Bałtyk Gdynia (1)                 |
| 2009/2010 | Chojniczanka Chojnice (1)         |
| 2010/2011 | Bytovia Bytów (1)                 |
| 2011/2012 | Gryf Wejherowo (1)                |
| 2012/2013 | Błękitni Stargard Szczeciński (1) |
| 2013/2014 | Kotwica Kołobrzeg (1)             |
| 2014/2015 | Gryf Wejherowo (2)                |
| 2015/2016 | Vineta Wolin (1)                  |

## Zasady rozgrywek
Zasady rozgrywek na podstawie regulaminu:
Zmagania w lidze toczyły się systemem kołowym w dwóch rundach – jesiennej i wiosennej. Każda z drużyn rozgrywała z pozostałymi po 2 mecze. Zwycięzca otrzymywał automatyczny awans do II ligi (grupa zachodnia). Do ligi awansowali mistrzowie i wicemistrzowie IV lig z grup pomorskiej i zachodniopomorskiej. Liczba drużyn spadających do IV lig nie była stała i zależy od liczby drużyn spadających z II ligi.
Drużyna, które zrezygnowała z uczestnictwa w rozgrywkach, degradowana była o 2 klasy rozgrywkowe i przenoszona na ostatnie miejsce w tabeli (jeśli rozegrała przynajmniej 50% spotkań sezonu; wtedy mecze nierozegrane weryfikowane są jako walkowery 0:3 na niekorzyść drużyny wycofanej) lub jej wyniki zostawały anulowane. Z rozgrywek eliminowana – i również degradowana o 2 klasy rozgrywkowe – była drużyna, która nie rozegrała z własnej winy 3 spotkań sezonu.
Kolejność w tabeli ustana była według liczby zdobytych punktów. W przypadku uzyskania równej liczby punktów przez dwie drużyny, o zajętym miejscu decydowały:
a) liczba zdobytych punktów w spotkaniach bezpośrednich,
b) korzystniejsza różnica między zdobytymi i utraconymi bramkami w spotkaniach bezpośrednich,
c) przy uwzględnieniu reguły UEFA, że bramki strzelone na wyjeździe liczone są podwójnie, korzystniejsza różnica między zdobytymi i utraconymi bramkami w spotkaniach bezpośrednich,
d) korzystniejsza różnica bramek we wszystkich spotkaniach z całego cyklu rozgrywek,
e) większa liczba bramek zdobytych we wszystkich spotkaniach z całego cyklu.
W przypadku, gdy dwoma zespołami o jednakowej liczbie punktów były zespoły, których kolejność decyduje o awansie lub spadku, stosowało się wyłącznie zasady określone w punktach a, b i c, a jeżeli one nie rozstrzygały kolejności, zarządzało się spotkanie barażowe na neutralnym boisku, wyznaczonym przez Wydział Gier PZPN.
Przy więcej niż dwóch zespołach przeprowadzało się dodatkową punktację pomocniczą spotkań wyłącznie między zainteresowanymi drużynami, kierując się kolejno zasadami podanymi punktach a, b, c, d oraz e.
W drużynie, która grała w pełnym składzie (11 zawodników na boisku) musiało występować przynajmniej 3 młodzieżowców (tj. zawodników, którzy mieli poniżej 21 lat i obywatelstwo polskie), w przypadku kiedy liczba młodzieżowców była mniejsza (np. na skutek czerwonej kartki lub kontuzji przy wykorzystanym limicie zmian lub braku zawodników młodzieżowych na ławce rezerwowych) dopuszczało się grę w składzie niekompletnym z mniejszą liczbą młodych zawodników, jednak liczba zawodników starszych i obcokrajowców nie może przekroczyć 8.

## Sezon 2015/2016

### Drużyny
| Uczestnicy poprzedniego sezonu                                                                                | Uczestnicy poprzedniego sezonu | Uczestnicy poprzedniego sezonu | Uczestnicy poprzedniego sezonu |
| --- | ------------------------------ | ------------------------------ | ------------------------------ |
| LG2 | Lechia II Gdańsk               | 2                              |                                |
| GWK | Gwardia Koszalin               | 3                              |                                |
| KAS | Kaszubia Kościerzyna           | 4                              |                                |
| CHP | Chemik Police                  | 51                             |                                |
| DDP | Drawa Drawsko Pomorskie        | 6                              |                                |
| BAŁ | Bałtyk Gdynia                  | 7                              |                                |
| CAR | Cartusia Kartuzy               | 8                              |                                |
| PRZ | GKS Przodkowo                  | 9                              |                                |
| PO2 | Pogoń II Szczecin              | 10                             |                                |
| AR2 | Arka II Gdynia                 | 11                             |                                |
| CHW | KS Chwaszczyno                 | 12                             |                                |
| BAK | Bałtyk Koszalin                | 13                             |                                |
| Awans z IV ligi 2014/2015                                                                                     |                                |                                |                                |
| grupa pomorska                                                                                                |                                |                                |                                |
| GRS | Gryf Słupsk                    | 1                              |                                |
| PEL | Wierzyca Pelplin               | 2                              |                                |
| grupa zachodniopomorska                                                                                       |                                |                                |                                |
| ŚWS | Świt Szczecin                  | 1                              |                                |
| WOL | Vineta Wolin                   | 2                              |                                |
| Oznaczenia: - kolumna pierwsza – skróty nazw drużyn, - kolumna trzecia – miejsce zajęte w poprzednim sezonie. |                                |                                |                                |

Objaśnienia:
1. Chemik Police wycofał się po rundzie jesiennej.

### Tabela
| Lp. | Drużyna                     | M  | Z  | R | P  | Bramki | Bramki | Różn. | Pkt | Uwagi             | Bezpośrednio |
| --- | --------------------------- | -- | -- | - | -- | ------ | ------ | ----- | --- | ----------------- | ------------ |
| 1   | Vineta Wolin (M) (B)        | 30 | 21 | 7 | 2  | 71     | 21     | +50   | 70  | Baraże o II ligę  |              |
| 2   | GKS Przodkowo               | 30 | 22 | 3 | 5  | 69     | 25     | +44   | 69  |                   |              |
| 3   | Bałtyk Gdynia               | 30 | 19 | 6 | 5  | 52     | 20     | +32   | 63  |                   |              |
| 4   | Świt Szczecin               | 30 | 17 | 5 | 8  | 48     | 40     | +8    | 56  |                   |              |
| 5   | KS Chwaszczyno              | 30 | 14 | 7 | 9  | 55     | 47     | +8    | 49  |                   |              |
| 6   | Pogoń II Szczecin           | 30 | 14 | 3 | 13 | 44     | 40     | +4    | 45  |                   |              |
| 7   | Gwardia Koszalin            | 30 | 13 | 6 | 11 | 42     | 36     | +6    | 45  |                   |              |
| 8   | Drawa Drawsko Pomorskie (S) | 30 | 13 | 6 | 11 | 45     | 43     | +2    | 45  | Spadek do IV ligi |              |
| 9   | Lechia II Gdańsk2 (S)       | 30 | 13 | 5 | 12 | 38     | 32     | +6    | 44  | Drużyna wycofana  |              |
| 10  | Kaszubia Kościerzyna (S)    | 30 | 10 | 6 | 14 | 41     | 48     | −7    | 36  | Spadek do IV ligi |              |
| 11  | Arka II Gdynia (S)          | 30 | 8  | 8 | 14 | 48     | 52     | −4    | 32  | Spadek do IV ligi |              |
| 12  | Cartusia Kartuzy (S)        | 30 | 9  | 4 | 17 | 31     | 49     | −18   | 31  | Spadek do IV ligi |              |
| 13  | Wierzyca Pelplin (S)        | 30 | 8  | 7 | 15 | 34     | 52     | −18   | 31  | Spadek do IV ligi |              |
| 14  | Gryf Słupsk (S)             | 30 | 6  | 5 | 19 | 28     | 60     | −32   | 23  | Spadek do IV ligi |              |
| 15  | Bałtyk Koszalin (S)         | 30 | 5  | 4 | 21 | 21     | 60     | −39   | 19  | Spadek do IV ligi |              |
| 16  | Chemik Police1 (S)          | 30 | 6  | 2 | 22 | 19     | 61     | −42   | 20  | Drużyna wycofana  |              |

### Baraże o II ligę
| 11 czerwca 2016 | Vineta Wolin | 0:2   | Odra Opole                    |                                                                 |
| 15:00           |              | (0:0) | 80' W. Gancarczyk · 86' Wolny | Stadion Miejski, Wolin Widzów: 800 Sędzia: Piotr Idzik (Poznań) |

| 15 czerwca 2016 | Odra Opole       | 1:1   | Vineta Wolin |                                                             |
| 16:00           | M. Gancarczyk 5' | (1:0) | 62' Jeż      | Stadion Miejski „Odra”, Opole Sędzia: Tomasz Wajda (Żywiec) |

Wynik dwumeczu – 3:1 dla Odry.

## Sezon 2014/2015

### Drużyny
| Uczestnicy poprzedniej edycji                                                                                 | Uczestnicy poprzedniej edycji | Uczestnicy poprzedniej edycji | Uczestnicy poprzedniej edycji |
| --- | ----------------------------- | ----------------------------- | ----------------------------- |
| BAK | Bałtyk Koszalin               | 2                             |                               |
| GWK | Gwardia Koszalin              | 3                             |                               |
| BAŁ | Bałtyk Gdynia                 | 4                             |                               |
| CAR | Cartusia Kartuzy              | 5                             |                               |
| DDP | Drawa Drawsko Pomorskie       | 6                             |                               |
| PO2 | Pogoń II Szczecin             | 7                             |                               |
| KAS | Kaszubia Kościerzyna          | 8                             |                               |
| AR2 | Arka II Gdynia                | 9                             |                               |
| LG2 | Lechia II Gdańsk              | 10                            |                               |
| LEM | Leśnik Manowo                 | 11                            |                               |
| CHP | Chemik Police                 | 131                           |                               |
| Spadek z II ligi 2013/2014                                                                                    |                               |                               |                               |
| GRW | Gryf Wejherowo                | 11                            |                               |
| Awans z IV ligi 2013/2014                                                                                     |                               |                               |                               |
| grupa pomorska                                                                                                |                               |                               |                               |
| PRZ | GKS Przodkowo                 | 1                             |                               |
| CHW | KS Chwaszczyno                | 2                             |                               |
| grupa zachodniopomorska                                                                                       |                               |                               |                               |
| AST | Astra Ustronie Morskie        | 1                             |                               |
| DYG | Rasel Dygowo                  | 2                             |                               |
| Oznaczenia: - kolumna pierwsza – skróty nazw drużyn, - kolumna trzecia – miejsce zajęte w poprzednim sezonie. |                               |                               |                               |

Objaśnienia:
1. 12. drużyna poprzedniego sezonu – Pomorze Potęgowo – nie uzyskała licencji na grę w III lidze w sezonie 2014/2015, w związku z czym utrzymał się Chemik Police.

### Tabela
| Lp. | Drużyna                    | M  | Z  | R  | P  | Bramki | Bramki | Różn. | Pkt | Uwagi                   | Bezpośrednio |
| --- | -------------------------- | -- | -- | -- | -- | ------ | ------ | ----- | --- | ----------------------- | ------------ |
| 1   | Gryf Wejherowo1 (M) (A)    | 30 | 21 | 5  | 4  | 75     | 29     | +46   | 68  | Awans do II ligi        |              |
| 2   | Lechia II Gdańsk           | 30 | 16 | 10 | 4  | 63     | 33     | +30   | 58  |                         |              |
| 3   | Gwardia Koszalin           | 30 | 17 | 5  | 8  | 43     | 29     | +14   | 56  | KAS-GKW 0:1 GWK-KAS 3:1 |              |
| 4   | Kaszubia Kościerzyna       | 30 | 17 | 5  | 8  | 55     | 36     | +19   | 56  | KAS-GKW 0:1 GWK-KAS 3:1 |              |
| 5   | Chemik Police              | 30 | 15 | 5  | 10 | 31     | 30     | +1    | 50  |                         |              |
| 6   | Drawa Drawsko Pomorskie    | 30 | 14 | 4  | 12 | 35     | 39     | −4    | 46  |                         |              |
| 7   | Bałtyk Gdynia              | 30 | 12 | 9  | 9  | 46     | 36     | +10   | 45  |                         |              |
| 9   | Cartusia Kartuzy           | 30 | 12 | 6  | 12 | 45     | 44     | +1    | 42  |                         |              |
| 8   | GKS Przodkowo              | 30 | 11 | 8  | 11 | 48     | 45     | +3    | 41  |                         |              |
| 11  | Pogoń II Szczecin          | 30 | 11 | 6  | 13 | 38     | 39     | −1    | 39  | POG-ARK 0:0 ARK-POG 0:1 |              |
| 10  | Arka II Gdynia             | 30 | 11 | 6  | 13 | 41     | 36     | +5    | 39  | POG-ARK 0:0 ARK-POG 0:1 |              |
| 12  | KS Chwaszczyno             | 30 | 8  | 8  | 14 | 28     | 42     | −14   | 32  |                         |              |
| 13  | Bałtyk Koszalin            | 30 | 7  | 10 | 13 | 35     | 45     | −10   | 31  |                         |              |
| 14  | Rasel Dygowo (S)           | 30 | 6  | 6  | 18 | 31     | 52     | −21   | 24  | Spadek do IV ligi       |              |
| 15  | Leśnik Manowo (S)          | 30 | 6  | 5  | 19 | 28     | 57     | −29   | 23  | Spadek do IV ligi       |              |
| 16  | Astra Ustronie Morskie (S) | 30 | 4  | 6  | 20 | 31     | 81     | −50   | 18  | Spadek do IV ligi       |              |

## Sezon 2013/2014

### Drużyny
| Uczestnicy poprzedniej edycji                                                                                 | Uczestnicy poprzedniej edycji | Uczestnicy poprzedniej edycji | Uczestnicy poprzedniej edycji |
| --- | ----------------------------- | ----------------------------- | ----------------------------- |
| KOT | Kotwica Kołobrzeg             | 2                             |                               |
| DDP | Drawa Drawsko Pomorskie       | 3                             |                               |
| LG2 | Lechia II Gdańsk              | 4                             |                               |
| CAR | Cartusia Kartuzy              | 5                             |                               |
| GWK | Gwardia Koszalin              | 6                             |                               |
| AR2 | Arka II Gdynia                | 8                             |                               |
| BAŁ | Bałtyk Gdynia                 | 9                             |                               |
| KOD | Koral Dębnica                 | 10                            |                               |
| CHP | Chemik Police                 | 11                            |                               |
| PO2 | Pogoń II Szczecin             | 12                            |                               |
| ENG | Energetyk Gryfino             | 13                            |                               |
| PGD | Polonia Gdańsk                | 141                           |                               |
| Awans z IV ligi 2012/2013                                                                                     |                               |                               |                               |
| grupa pomorska                                                                                                |                               |                               |                               |
| KAS | Kaszubia Kościerzyna          | 1                             |                               |
| PPO | Pomorze Potęgowo              | 2                             |                               |
| grupa zachodniopomorska                                                                                       |                               |                               |                               |
| BAK | Bałtyk Koszalin               | 1                             |                               |
| LEM | Leśnik Manowo                 | 2                             |                               |
| Oznaczenia: - kolumna pierwsza – skróty nazw drużyn, - kolumna trzecia – miejsce zajęte w poprzednim sezonie. |                               |                               |                               |

Objaśnienia:
1. Pogoń Barlinek wycofał się po zakończeniu sezonu, w związku z czym utrzymała się Polonia Gdańsk.

### Tabela
| Lp. | Drużyna                   | M  | Z  | R  | P  | Bramki | Bramki | Różn. | Pkt | Uwagi             | Bezpośrednio |
| --- | ------------------------- | -- | -- | -- | -- | ------ | ------ | ----- | --- | ----------------- | ------------ |
| 1   | Kotwica Kołobrzeg (M) (B) | 30 | 18 | 6  | 6  | 69     | 34     | +35   | 60  | Baraże o II ligę  |              |
| 2   | Bałtyk Koszalin           | 30 | 15 | 10 | 5  | 56     | 26     | +30   | 55  |                   |              |
| 3   | Gwardia Koszalin          | 30 | 15 | 7  | 8  | 37     | 24     | +13   | 52  |                   |              |
| 4   | Bałtyk Gdynia             | 30 | 13 | 9  | 8  | 46     | 35     | +11   | 48  |                   |              |
| 5   | Cartusia Kartuzy          | 30 | 14 | 5  | 11 | 43     | 41     | +2    | 47  |                   |              |
| 6   | Drawa Drawsko Pomorskie   | 30 | 14 | 5  | 11 | 46     | 37     | +9    | 47  |                   |              |
| 7   | Pogoń II Szczecin         | 30 | 13 | 7  | 10 | 52     | 51     | +1    | 46  |                   |              |
| 8   | Kaszubia Kościerzyna      | 30 | 13 | 7  | 10 | 49     | 42     | +7    | 46  |                   |              |
| 9   | Arka II Gdynia            | 30 | 13 | 5  | 12 | 43     | 34     | +9    | 44  |                   |              |
| 10  | Lechia II Gdańsk          | 30 | 12 | 6  | 12 | 59     | 51     | +8    | 42  |                   |              |
| 11  | Leśnik Manowo             | 30 | 10 | 9  | 11 | 39     | 39     | 0     | 39  |                   |              |
| 12  | Pomorze Potęgowo1 (S)     | 30 | 11 | 4  | 15 | 40     | 60     | −20   | 37  | Spadek do IV ligi |              |
| 13  | Chemik Police1            | 30 | 8  | 9  | 13 | 32     | 44     | −12   | 33  |                   |              |
| 14  | Koral Dębnica (S)         | 30 | 7  | 5  | 18 | 32     | 65     | −33   | 26  | Spadek do IV ligi |              |
| 15  | Energetyk Gryfino (S)     | 30 | 5  | 8  | 17 | 23     | 46     | −23   | 23  | Spadek do IV ligi |              |
| 16  | Polonia Gdańsk (S)        | 30 | 5  | 6  | 19 | 22     | 59     | −37   | 21  | Spadek do IV ligi |              |

### Baraże o II ligę

#### Pierwsza runda
| 14 czerwca 2014 20:00 CET | Kotwica Kołobrzeg · Patryk Pietras 84' | 1:1(0:0) | Resovia · Mateusz Świechowski 69' | Kołobrzeg, (Stadion Miejski) Widzów: 2200 Sędzia: Adam Lyczmański (Bydgoszcz) |
|                           |                                        |          |                                   |                                                                               |

| 18 czerwca 2014 17:00 CET | Resovia | 0:1(0:0) | Kotwica Kołobrzeg · Krzysztof Biegański 90' | Rzeszów, (Stadion Uniwersytecki) Sędzia: Tomasz Wajda (Żywiec) |
|                           |         |          |                                             |                                                                |

Kotwica Kołobrzeg awansowała do drugiej rundy.

#### Druga runda
| 25 czerwca 2014 18:00 CET | Ursus Warszawa · Dawid Jarczak 5', 48' | 2:4(1:2) | Kotwica Kołobrzeg · Dawid Ambroziak 17' · Krzysztof Biegański 23', 68' · Patryk Pietras 62' | Warszawa, Stadion RKS Ursus Widzów: 1200 Sędzia: Paweł Pskit (Łódź) |
|                           |                                        |          |                                                                                             |                                                                     |

| 25 czerwca 2014 18:00 CET | Kotwica Kołobrzeg · Tomasz Rydzak 49' | 1:0(0:0) | Ursus Warszawa | Kołobrzeg, (Stadion Miejski) Sędzia: Bartosz Frankowski (Toruń) |
|                           |                                       |          |                |                                                                 |

Kotwica Kołobrzeg awansowała do II ligi.

## Sezon 2012/2013

### Drużyny
| Uczestnicy poprzedniej edycji                                                                                 | Uczestnicy poprzedniej edycji | Uczestnicy poprzedniej edycji | Uczestnicy poprzedniej edycji |
| --- | ----------------------------- | ----------------------------- | ----------------------------- |
| KOT | Kotwica Kołobrzeg             | 3                             |                               |
| GWK | Gwardia Koszalin              | 4                             |                               |
| CAR | Cartusia Kartuzy              | 5                             |                               |
| BAR | Pogoń Barlinek                | 6                             |                               |
| BŁS | Błękitni Stargard Szczeciński | 7                             |                               |
| CHP | Chemik Police                 | 8                             |                               |
| LG2 | Lechia II Gdańsk              | 9                             |                               |
| GRS | Gryf Słupsk                   | 10                            |                               |
| DĄB | Dąb Dębno                     | 11                            |                               |
| KOD | Koral Dębnica                 | 12                            |                               |
| DDP | Drawa Drawsko Pomorskie       | 131                           |                               |
| Spadek z II ligi 2011/2012                                                                                    |                               |                               |                               |
| grupa zachodnia                                                                                               |                               |                               |                               |
| BAŁ | Bałtyk Gdynia                 | 18                            |                               |
| Awans z IV ligi 2011/2012                                                                                     |                               |                               |                               |
| grupa pomorska                                                                                                |                               |                               |                               |
| AR2 | Arka II Gdynia                | 1                             |                               |
| PGD | Polonia Gdańsk                | 2                             |                               |
| grupa zachodniopomorska                                                                                       |                               |                               |                               |
| ENG | Energetyk Gryfino             | 1                             |                               |
| PO2 | Pogoń II Szczecin             | 2                             |                               |
| Oznaczenia: - kolumna pierwsza – skróty nazw drużyn, - kolumna trzecia – miejsce zajęte w poprzednim sezonie. |                               |                               |                               |

Objaśnienia:
1. Drawa Drawsko Pomorskie utrzymało się w lidze w związku z wycofaniem się Orkanu Rumia po zakończeniu poprzedniego sezonu.

### Tabela
| Lp. | Drużyna                               | M  | Z  | R  | P  | Bramki | Bramki | Różn. | Pkt | Uwagi                     | Bezpośrednio |
| --- | ------------------------------------- | -- | -- | -- | -- | ------ | ------ | ----- | --- | ------------------------- | ------------ |
| 1   | Błękitni Stargard Szczeciński (M) (A) | 30 | 18 | 7  | 5  | 57     | 28     | +29   | 61  | Awans do II ligi          |              |
| 2   | Kotwica Kołobrzeg                     | 30 | 15 | 9  | 6  | 39     | 26     | +13   | 54  |                           |              |
| 3   | Drawa Drawsko Pomorskie               | 30 | 13 | 7  | 10 | 44     | 42     | +2    | 46  |                           |              |
| 4   | Lechia II Gdańsk                      | 30 | 13 | 7  | 10 | 43     | 32     | +11   | 46  |                           |              |
| 5   | Cartusia Kartuzy                      | 30 | 12 | 9  | 9  | 28     | 29     | −1    | 45  |                           |              |
| 6   | Gwardia Koszalin                      | 30 | 12 | 7  | 11 | 57     | 40     | +17   | 43  |                           |              |
| 7   | Pogoń Barlinek1 (S)                   | 30 | 12 | 7  | 11 | 38     | 39     | −1    | 43  | Spadek do klasy okręgowej |              |
| 8   | Arka II Gdynia                        | 30 | 12 | 6  | 12 | 40     | 41     | −1    | 42  |                           |              |
| 9   | Bałtyk Gdynia                         | 30 | 10 | 11 | 9  | 30     | 28     | +2    | 41  |                           |              |
| 10  | Koral Dębnica                         | 30 | 10 | 9  | 11 | 33     | 37     | −4    | 39  |                           |              |
| 11  | Chemik Police                         | 30 | 10 | 8  | 12 | 40     | 35     | +5    | 38  |                           |              |
| 12  | Pogoń II Szczecin                     | 30 | 10 | 8  | 12 | 43     | 48     | −5    | 38  |                           |              |
| 13  | Energetyk Gryfino                     | 30 | 9  | 9  | 12 | 34     | 42     | −8    | 36  |                           |              |
| 14  | Polonia Gdańsk1                       | 30 | 9  | 7  | 14 | 46     | 46     | 0     | 34  |                           |              |
| 15  | Dąb Dębno (S)                         | 30 | 9  | 7  | 14 | 44     | 57     | −13   | 34  | Spadek do IV ligi         |              |
| 16  | Gryf Słupsk (S)                       | 30 | 4  | 6  | 20 | 22     | 68     | −46   | 18  | Spadek do IV ligi         |              |

## Sezon 2011/2012

### Drużyny
| Uczestnicy poprzedniej edycji                                                                                 | Uczestnicy poprzedniej edycji | Uczestnicy poprzedniej edycji | Uczestnicy poprzedniej edycji |
| --- | ----------------------------- | ----------------------------- | ----------------------------- |
| BŁS | Błękitni Stargard Szczeciński | 2                             |                               |
| KOT | Kotwica Kołobrzeg             | 3                             |                               |
| DĄB | Dąb Dębno                     | 4                             |                               |
| RUM | Orkan Rumia                   | 5                             |                               |
| BAR | Pogoń Barlinek                | 6                             |                               |
| CAR | Cartusia Kartuzy              | 7                             |                               |
| GRW | Gryf Wejherowo                | 8                             |                               |
| LG2 | Lechia II Gdańsk              | 9                             |                               |
| KAS | Kaszubia Kościerzyna          | 10                            |                               |
| GWK | Gwardia Koszalin              | 11                            |                               |
| CHP | Chemik Police                 | 12                            |                               |
| GRS | Gryf Słupsk                   | 13                            |                               |
| Awans z IV ligi 2009/2010                                                                                     |                               |                               |                               |
| grupa pomorska                                                                                                |                               |                               |                               |
| GRT | Gryf 2009 Tczew               | 1                             |                               |
| KOD | Koral Dębnica                 | 2                             |                               |
| grupa zachodniopomorska                                                                                       |                               |                               |                               |
| BAK | Bałtyk Koszalin               | 1                             |                               |
| DDP | Drawa Drawsko Pomorskie       | 2                             |                               |
| Oznaczenia: - kolumna pierwsza – skróty nazw drużyn, - kolumna trzecia – miejsce zajęte w poprzednim sezonie. |                               |                               |                               |

### Tabela
| Lp. | Drużyna                       | M  | Z  | R  | P  | Bramki | Bramki | Różn. | Pkt | Uwagi                   | Bezpośrednio            |
| --- | ----------------------------- | -- | -- | -- | -- | ------ | ------ | ----- | --- | ----------------------- | ----------------------- |
| 1   | Gryf Wejherowo (M) (A)        | 30 | 19 | 7  | 4  | 63     | 18     | +45   | 64  | Awans do II ligi        | RUM–GRW 1:1 GRW–RUM 4:0 |
| 2   | Orkan Rumia1 (S)              | 30 | 20 | 4  | 6  | 52     | 25     | +27   | 64  | Spadek do klasy A       | RUM–GRW 1:1 GRW–RUM 4:0 |
| 3   | Kotwica Kołobrzeg             | 30 | 18 | 9  | 3  | 50     | 23     | +27   | 63  |                         |                         |
| 4   | Gwardia Koszalin              | 30 | 13 | 7  | 10 | 35     | 33     | +2    | 46  |                         |                         |
| 5   | Cartusia Kartuzy              | 30 | 12 | 9  | 9  | 44     | 35     | +9    | 45  |                         |                         |
| 6   | Pogoń Barlinek                | 30 | 13 | 5  | 12 | 44     | 38     | +6    | 44  |                         |                         |
| 7   | Błękitni Stargard Szczeciński | 30 | 10 | 10 | 10 | 37     | 39     | −2    | 40  |                         |                         |
| 8   | Chemik Police                 | 30 | 11 | 6  | 13 | 32     | 35     | −3    | 39  |                         |                         |
| 9   | Lechia II Gdańsk              | 30 | 11 | 5  | 14 | 35     | 36     | −1    | 38  |                         |                         |
| 10  | Gryf Słupsk                   | 30 | 9  | 10 | 11 | 35     | 35     | 0     | 37  |                         |                         |
| 11  | Dąb Dębno                     | 30 | 9  | 7  | 14 | 33     | 50     | −17   | 34  | DĄB–KOD 4:1 KOD–DĄB 2:0 |                         |
| 12  | Koral Dębnica                 | 30 | 10 | 4  | 16 | 31     | 50     | −19   | 34  | DĄB–KOD 4:1 KOD–DĄB 2:0 |                         |
| 13  | Drawa Drawsko Pomorskie1      | 30 | 9  | 6  | 15 | 36     | 45     | −9    | 33  |                         |                         |
| 14  | Bałtyk Koszalin (S)           | 30 | 7  | 9  | 14 | 28     | 35     | −7    | 30  | Spadek do IV ligi       | BAK–KAS 3:0 KAS–BAK 0:0 |
| 15  | Kaszubia Kościerzyna (S)      | 30 | 8  | 6  | 16 | 27     | 41     | −14   | 30  | Spadek do IV ligi       | BAK–KAS 3:0 KAS–BAK 0:0 |
| 16  | Gryf 2009 Tczew (S)           | 30 | 7  | 4  | 19 | 24     | 68     | −44   | 25  | Spadek do IV ligi       |                         |

## Sezon 2010/2011

### Drużyny
| Uczestnicy poprzedniej edycji                                                                                 | Uczestnicy poprzedniej edycji | Uczestnicy poprzedniej edycji | Uczestnicy poprzedniej edycji |
| --- | ----------------------------- | ----------------------------- | ----------------------------- |
| REG | Rega Trzebiatów               | 2                             |                               |
| RUM | Orkan Rumia                   | 3                             |                               |
| GRS | Gryf Słupsk                   | 42                            |                               |
| KAS | Kaszubia Kościerzyna          | 5                             |                               |
| CAR | Cartusia Kartuzy              | 6                             |                               |
| BŁS | Błękitni Stargard Szczeciński | 7                             |                               |
| DĄB | Dąb Dębno                     | 8                             |                               |
| GRW | Gryf Wejherowo                | 9                             |                               |
| ENG | Energetyk Gryfino             | 10                            |                               |
| KOT | Kotwica Kołobrzeg             | 11                            |                               |
| CHP | Chemik Police                 | 12                            |                               |
| BYT | Bytovia Bytów                 | 141                           |                               |
| Awans z IV ligi 2009/2010                                                                                     |                               |                               |                               |
| grupa pomorska                                                                                                |                               |                               |                               |
| LG2 | Lechia II Gdańsk              | 1                             |                               |
| RED | Orlęta Reda                   | 2                             |                               |
| grupa zachodniopomorska                                                                                       |                               |                               |                               |
| BAR | Pogoń Barlinek                | 1                             |                               |
| GWK | Gwardia Koszalin              | 2                             |                               |
| Oznaczenia: - kolumna pierwsza – skróty nazw drużyn, - kolumna trzecia – miejsce zajęte w poprzednim sezonie. |                               |                               |                               |

Objaśnienia:
1. Bytovia Bytów utrzymała się w lidze dzięki wycofaniu się Piasta Choszczno po zakończeniu poprzedniego sezonu.
2. Gryf Słupsk występował w sezonie 2009/2010 pod nazwą Gryf 95 Słupsk.

### Tabela
| Lp. | Drużyna                       | M  | Z  | R  | P  | Bramki | Bramki | Różn. | Pkt | Uwagi                   | Bezpośrednio |
| --- | ----------------------------- | -- | -- | -- | -- | ------ | ------ | ----- | --- | ----------------------- | ------------ |
| 1   | Bytovia Bytów (M) (A)         | 30 | 21 | 6  | 3  | 49     | 20     | +29   | 69  | Awans do II ligi        |              |
| 2   | Błękitni Stargard Szczeciński | 30 | 16 | 9  | 5  | 51     | 28     | +23   | 57  |                         |              |
| 3   | Kotwica Kołobrzeg             | 30 | 14 | 6  | 10 | 44     | 30     | +14   | 48  |                         |              |
| 4   | Dąb Dębno                     | 30 | 12 | 11 | 7  | 29     | 30     | −1    | 47  |                         |              |
| 5   | Orkan Rumia                   | 30 | 13 | 6  | 11 | 49     | 34     | +15   | 45  | RUM–BAR 1:0 BAR–RUM 1:0 |              |
| 6   | Pogoń Barlinek                | 30 | 14 | 3  | 13 | 34     | 33     | +1    | 45  | RUM–BAR 1:0 BAR–RUM 1:0 |              |
| 7   | Cartusia Kartuzy              | 30 | 11 | 10 | 9  | 35     | 34     | +1    | 43  | KAR 8p GRW 5p LGD 3p    |              |
| 8   | Gryf Wejherowo                | 30 | 12 | 7  | 11 | 42     | 32     | +10   | 43  | KAR 8p GRW 5p LGD 3p    |              |
| 9   | Lechia II Gdańsk              | 30 | 12 | 7  | 11 | 37     | 31     | +6    | 43  | KAR 8p GRW 5p LGD 3p    |              |
| 10  | Kaszubia Kościerzyna          | 30 | 10 | 11 | 9  | 38     | 33     | +5    | 41  | KAS–GWK 2:1 GWK–KAS 2:2 |              |
| 11  | Gwardia Koszalin              | 30 | 11 | 8  | 11 | 45     | 48     | −3    | 41  | KAS–GWK 2:1 GWK–KAS 2:2 |              |
| 12  | Chemik Police                 | 30 | 9  | 10 | 11 | 35     | 46     | −11   | 37  |                         |              |
| 13  | Gryf Słupsk                   | 30 | 8  | 10 | 12 | 43     | 42     | +1    | 34  |                         |              |
| 14  | Energetyk Gryfino (S)         | 30 | 6  | 10 | 14 | 25     | 41     | −16   | 28  | Spadek do IV ligi       |              |
| 15  | Rega Trzebiatów (S)           | 30 | 4  | 8  | 18 | 28     | 62     | −34   | 20  | Spadek do IV ligi       |              |
| 16  | Orlęta Reda (S)               | 30 | 3  | 6  | 21 | 18     | 58     | −40   | 15  | Spadek do IV ligi       |              |

## Sezon 2009/2010

### Drużyny
| Uczestnicy poprzedniej edycji                                                                                 | Uczestnicy poprzedniej edycji | Uczestnicy poprzedniej edycji | Uczestnicy poprzedniej edycji |
| --- | ----------------------------- | ----------------------------- | ----------------------------- |
| BŁS | Błękitni Stargard Szczeciński | 2                             |                               |
| GRS | Gryf 95 Słupsk                | 3                             |                               |
| KAS | Kaszubia Kościerzyna          | 4                             |                               |
| BYT | Bytovia Bytów                 | 5                             |                               |
| REG | Rega Trzebiatów               | 6                             |                               |
| DĄB | Dąb Dębno                     | 7                             |                               |
| CAR | Cartusia Kartuzy              | 8                             |                               |
| RUM | Orkan Rumia                   | 9                             |                               |
| DSZ | Darzbór Szczecinek            | 10                            |                               |
| AST | Astra Ustronie Morskie        | 11                            |                               |
| Spadek z II ligi 2008/2009                                                                                    |                               |                               |                               |
| grupa zachodnia                                                                                               |                               |                               |                               |
| KOT | Kotwica Kołobrzeg             | 61                            |                               |
| CHP | Chemik Police                 | 17                            |                               |
| Awans z IV ligi 2008/2009                                                                                     |                               |                               |                               |
| grupa pomorska                                                                                                |                               |                               |                               |
| CCH | Chojniczanka Chojnice         | 1                             |                               |
| GRW | Gryf Wejherowo                | 2                             |                               |
| grupa zachodniopomorska                                                                                       |                               |                               |                               |
| ENG | Energetyk Gryfino             | 1                             |                               |
| PCH | Piast Choszczno               | 2                             |                               |
| Oznaczenia: - kolumna pierwsza – skróty nazw drużyn, - kolumna trzecia – miejsce zajęte w poprzednim sezonie. |                               |                               |                               |

Objaśnienia:
1. Kotwica Kołobrzeg wycofała się z rozgrywek II ligi w poprzednim sezonie.

### Tabela
| Lp. | Drużyna                       | M  | Z  | R  | P  | Bramki | Bramki | Różn. | Pkt | Uwagi                            | Bezpośrednio |
| --- | ----------------------------- | -- | -- | -- | -- | ------ | ------ | ----- | --- | -------------------------------- | ------------ |
| 1   | Chojniczanka Chojnice (M) (A) | 30 | 19 | 6  | 5  | 70     | 42     | +28   | 63  | Awans do II ligi                 |              |
| 2   | Rega Trzebiatów               | 30 | 17 | 7  | 6  | 50     | 27     | +23   | 58  |                                  |              |
| 3   | Orkan Rumia                   | 30 | 17 | 6  | 7  | 67     | 39     | +28   | 57  |                                  |              |
| 4   | Gryf 95 Słupsk                | 30 | 14 | 8  | 8  | 58     | 42     | +16   | 50  | GRY–KAS 4:1 KAS–GRY 0:1          |              |
| 5   | Kaszubia Kościerzyna          | 30 | 15 | 5  | 10 | 56     | 40     | +16   | 50  | GRY–KAS 4:1 KAS–GRY 0:1          |              |
| 6   | Cartusia Kartuzy              | 30 | 11 | 12 | 7  | 45     | 39     | +6    | 45  |                                  |              |
| 7   | Błękitni Stargard Szczeciński | 30 | 12 | 7  | 11 | 56     | 52     | +4    | 43  |                                  |              |
| 8   | Dąb Dębno                     | 30 | 10 | 11 | 9  | 39     | 42     | −3    | 41  |                                  |              |
| 9   | Gryf Wejherowo                | 30 | 11 | 7  | 12 | 42     | 48     | −6    | 40  |                                  |              |
| 10  | Energetyk Gryfino             | 30 | 9  | 10 | 11 | 41     | 51     | −10   | 37  | ENG: 7 pkt KOT: 6 pkt CHE: 4 pkt |              |
| 11  | Kotwica Kołobrzeg             | 30 | 11 | 4  | 15 | 53     | 51     | +2    | 37  | ENG: 7 pkt KOT: 6 pkt CHE: 4 pkt |              |
| 12  | Chemik Police                 | 30 | 10 | 7  | 13 | 44     | 51     | −7    | 37  | ENG: 7 pkt KOT: 6 pkt CHE: 4 pkt |              |
| 13  | Piast Choszczno1 (S)          | 30 | 8  | 11 | 11 | 41     | 42     | −1    | 35  | Drużyna rozwiązana               |              |
| 14  | Bytovia Bytów1                | 30 | 8  | 5  | 17 | 43     | 45     | −2    | 29  |                                  |              |
| 15  | Astra Ustronie Morskie (S)    | 30 | 5  | 8  | 17 | 38     | 77     | −39   | 23  | Spadek do IV ligi                |              |
| 16  | Darzbór Szczecinek (S)        | 30 | 4  | 4  | 22 | 27     | 82     | −55   | 16  | Spadek do IV ligi                |              |

## Sezon 2008/2009
W przerwie między rozgrywkowej pomiędzy sezonami 2007/2008 a 2008/2009 nastąpiła reforma rozgrywek. Wśród zmian była reforma III i IV szczebla rozgrywek polegająca na wprowadzeniu kolejnego stopnia pomiędzy rozgrywkami wojewódzkimi (dawna IV) a rozgrywkami centralnymi (dawne ligi I, II i III, wśród których liga III rozgrywana była w 4 grupach). Kolejnym etapem reformy było zmiana nazw lig o jeden stopień w dół stąd ligi na czwartym poziomie rozgrywek zostały nazwane ligami III.
Do nowych lig trzecich spadły zespoły z miejsc 9-16 w III lidze w sezonie 2007/2008 natomiast awansowały zespoły 2-6 z lig IV. Mistrzowie lig IV zagrali w barażu, w którym zwycięzca awansował do ligi II (III poziom rozrywek) natomiast pokonany do ligi III (IV poziom rozgrywek). Dodatkowo z woj. pomorskiego awansowały Orlęta Reda, które zastąpiły Wierzycę Pelplin, która nie otrzymała licencji.

### Drużyny
| Uczestnicy IV ligi 2007/2008                                                                                  | Uczestnicy IV ligi 2007/2008  | Uczestnicy IV ligi 2007/2008 | Uczestnicy IV ligi 2007/2008 |
| --- | ----------------------------- | ---------------------------- | ---------------------------- |
| grupa pomorska                                                                                                |                               |                              |                              |
| PUC | Zatoka Puck                   | 1                            |                              |
| BAŁ | Bałtyk Gdynia                 | 2                            |                              |
| RUM | Orkan Rumia                   | 3                            |                              |
| BYT | Bytovia Bytów                 | 4                            |                              |
| GRS | Gryf 95 Słupsk                | 5                            |                              |
| SZT | Olimpia Sztum                 | 6                            |                              |
| RED | Orlęta Reda                   | 7                            |                              |
| grupa zachodniopomorska                                                                                       |                               |                              |                              |
| AST | Astra Ustronie Morskie        | 2                            |                              |
| DĄB | Dąb Dębno                     | 3                            |                              |
| SŁA | Sława Sławno                  | 4                            |                              |
| BŁS | Błękitni Stargard Szczeciński | 5                            |                              |
| DSZ | Darzbór Szczecinek            | 6                            |                              |
| Spadek z III ligi 2007/2008                                                                                   |                               |                              |                              |
| grupa I |                               |                              |                              |
| KAS | Kaszubia Kościerzyna          | 9                            |                              |
| ROD | Rodło Kwidzyn                 | 10                           |                              |
| REG | Rega Trzebiatów               | 14                           |                              |
| CAR | Cartusia Kartuzy              | 16                           |                              |
| Oznaczenia: - kolumna pierwsza – skróty nazw drużyn, - kolumna trzecia – miejsce zajęte w poprzednim sezonie. |                               |                              |                              |

### Tabela
| Lp. | Drużyna                           | M  | Z  | R  | P  | Bramki | Bramki | Różn. | Pkt | Uwagi                            | Bezpośrednio |
| --- | --------------------------------- | -- | -- | -- | -- | ------ | ------ | ----- | --- | -------------------------------- | ------------ |
| 1   | Bałtyk Gdynia (M) (A)             | 30 | 20 | 3  | 7  | 58     | 22     | +36   | 63  | Awans do II ligi                 |              |
| 2   | Błękitni Stargard Szczeciński (B) | 30 | 16 | 10 | 4  | 67     | 26     | +41   | 58  | Baraże o II ligę                 |              |
| 3   | Gryf 95 Słupsk                    | 30 | 16 | 9  | 5  | 54     | 29     | +25   | 57  |                                  |              |
| 4   | Kaszubia Kościerzyna              | 30 | 15 | 6  | 9  | 49     | 34     | +15   | 51  | KAS: 9 pkt BYT: 7 pkt REG: 1 pkt |              |
| 5   | Bytovia Bytów                     | 30 | 13 | 12 | 5  | 39     | 19     | +20   | 51  | KAS: 9 pkt BYT: 7 pkt REG: 1 pkt |              |
| 6   | Rega Trzebiatów                   | 30 | 16 | 3  | 11 | 46     | 39     | +7    | 51  | KAS: 9 pkt BYT: 7 pkt REG: 1 pkt |              |
| 7   | Dąb Dębno                         | 30 | 14 | 8  | 8  | 43     | 36     | +7    | 50  |                                  |              |
| 8   | Cartusia Kartuzy                  | 30 | 14 | 7  | 9  | 62     | 43     | +19   | 49  |                                  |              |
| 9   | Orkan Rumia1                      | 30 | 14 | 6  | 10 | 47     | 37     | +10   | 48  | Fuzja                            |              |
| 10  | Darzbór Szczecinek                | 30 | 13 | 3  | 14 | 39     | 40     | −1    | 42  |                                  |              |
| 11  | Astra Ustronie Morskie            | 30 | 12 | 5  | 13 | 44     | 53     | −9    | 41  | AST–ZAT 1:2 ZAT–AST 1:3          |              |
| 12  | Zatoka Puck1                      | 30 | 11 | 8  | 11 | 39     | 39     | 0     | 41  | AST–ZAT 1:2 ZAT–AST 1:3          | Fuzja        |
| 13  | Sława Sławno (S)                  | 30 | 10 | 1  | 19 | 37     | 60     | −23   | 31  | Spadek do IV ligi                |              |
| 14  | Rodło Kwidzyn (S)                 | 30 | 7  | 4  | 19 | 24     | 50     | −26   | 25  | Spadek do IV ligi                |              |
| 15  | Orlęta Reda (S)                   | 30 | 2  | 4  | 24 | 13     | 70     | −57   | 10  | Spadek do IV ligi                |              |
| 16  | Olimpia Sztum (S)                 | 30 | 1  | 3  | 26 | 14     | 78     | −64   | 6   | Spadek do IV ligi                |              |

### Baraże o II ligę 2009
| 17 czerwca 2009 17:00 | Błękitni Stargard Szczeciński · Gajda 49' | 1:30:1 | Miedź Legnica · Garuch 7' · Zagdański 56' · Musiałowski 62' | Stadion Miejski w Stargardzie Szczecińskim Widzów: 1200 |
|                       |                                           |        |                                                             |                                                         |

| 20 czerwca 2009 17:00 | Miedź Legnica · Garuch 22' · Bakrač 42' · Zagdański 55' (k) · Łodyga 70' | 4:32:1 | Błękitni Stargard Szczeciński · Zdunek 18' 80' · Gajda 83' | Stadion Miejski w Legnicy Widzów: 3 tys. Sędzia: Tomasz Radkiewicz (Łódź) |
|                       |                                                                          |        |                                                            |                                                                           |

Wynik dwumeczu – 7:4 dla Miedzi Legnica.